# John Alan Lyde Caunter
John Alan Lyde Caunter, britanski general oklepnih enot, * 1889, † 1981.

## Življenjepis
Med prvo svetovno vojno je bil 1914 ujet, nakar ja 1917 uspešno pobegnil.
Leta 1924 je postal poveljnik oklepne brigade. 